# Rio Mongaguá
O Rio Mongaguá é aguas mongas do rio brasileiro do estado de São Paulo. Nasce na Serra do Mar no município de Mongaguá, onde deságua na praia do centro, no oceano Atlântico.